# Жозеф Лавале
Жозеф Лавале (на френски: Joseph Lavallée) е френски журналист, писател и общественик.
Роден е на 23 август 1747 година в Диеп като Луи-Жозеф Лавале, маркиз Дьо Боаробер. Служи в армията, достигайки звание капитан, но заради хомосексуалността си е затворен от роднините си с летр дьо каше в Бастилията, където остава до Френската революция. След това отново за известно време е офицер, но се уволнява и се заема с литературна дейност, публикувайки поезия, проза и множество разнородни нехудожествени текстове, редактира и издава различни литературни списания. След Реставрацията емигрира в Англия.
Жозеф Лавале умира на 28 февруари 1816 година в Лондон.